# Naglo
Naglo, född 9 juni 1999 i Stockholm i Stockholms län, är en svensk varmblodig travhäst. Han tränades av Stefan Hultman och kördes av Örjan Kihlström.
Naglo tävlade åren 2002–2006 och sprang in 12,8 miljoner kronor på 66 starter varav 27 segrar, 8 andraplatser och 3 tredjeplatser. Han tog karriärens största segrar i Grand Prix l’UET (2003) och Prix de France (2004, 2005).
Han segrade även i lopp som Breeders' Crown (2002), E3-revanschen (2002), Eskilstuna Fyraåringstest (2003), Solvalla Grand Prix (2003), Prix Ariste-Hémard (2003) och Prix de Belgique (2004). Han kom även på andraplats i Svenskt Travderby (2003).
Han deltog i världens största travlopp Prix d'Amérique tre gånger (2004, 2005, 2006), körd av sin ordinarie kusk Örjan Kihlström. Han tog sin bästa placering 2004 då han kom på fjärdeplats. Han deltog i Elitloppet en gång (2005) men tog sig inte vidare till final.
Efter karriären var han avelshingst. Hans vinstrikaste svenska avkomma är stoet Twigs U.Canfly (född 2008) undanefter Pine Chip.